# Episodi de I testimoni (seconda stagione)
La seconda stagione della serie televisiva I testimoni (Les Témoins), composta da 8 episodi, è stata trasmessa in prima visione in Francia dal 15 marzo al 5 aprile 2017 su France 2.
In Italia, la stagione è andata in onda sul canale pay Fox Crime dall'11 maggio al 29 giugno 2017.
| n° | Titolo originale | Titolo italiano            | Prima TV Francia | Prima TV Italia |
| -- | ---------------- | -------------------------- | ---------------- | --------------- |
| 1  | Épisode 1        | Il mistero dei passeggeri  | 15 marzo 2017    | 11 maggio 2017  |
| 2  | Épisode 2        | Il ricordo                 | 15 marzo 2017    | 18 maggio 2017  |
| 3  | Épisode 3        | L'esca                     | 22 marzo 2017    | 25 maggio 2017  |
| 4  | Épisode 4        | L'uomo del mistero         | 22 marzo 2017    | 1º giugno 2017  |
| 5  | Épisode 5        | La confessione             | 29 marzo 2017    | 8 giugno 2017   |
| 6  | Épisode 6        | Le ombre del passato       | 29 marzo 2017    | 15 giugno 2017  |
| 7  | Épisode 7        | La stanza dell'adolescenza | 5 aprile 2017    | 22 giugno 2017  |
| 8  | Épisode 8        | Libertà                    | 5 aprile 2017    | 29 giugno 2017  |